# Jean Lassalle
Pour les articles homonymes, voir Jean Lassalle (baryton), Lassalle et Jean Lasalle.
Jean Lassalle, né le 3 mai 1955 à Lourdios-Ichère (Basses-Pyrénées, aujourd'hui Pyrénées-Atlantiques), est un homme politique français.
Il est maire de Lourdios-Ichère de 1977 à 2017 et député de 2002 à 2022. Remarqué pour ses interventions à l'Assemblée nationale, il acquiert une notoriété nationale avec sa grève de la faim pour éviter le départ de la vallée d'Aspe de l'usine Toyal.
Après avoir fondé le parti Résistons, il se présente à l'élection présidentielle de 2017, où il finit en septième position sur onze candidats, avec 1,21 % des suffrages exprimés. Concourant à l'élection présidentielle de 2022, il obtient 3,13 % des voix, terminant septième sur douze candidats.
Après vingt ans passés à l'Assemblée nationale, il ne brigue pas un nouveau mandat dans sa circonscription à l'occasion des élections législatives de 2022 et apporte son soutien à la candidature de son frère Julien, qui n'est pas élu.

## Situation personnelle

### Origines et études
Jean Lassalle naît le 3 mai 1955 à Lourdios-Ichère, petit village de la vallée d'Aspe. Il est issu d’une famille de bergers pratiquant la transhumance dont l’exploitation à flanc de montagne est aujourd’hui tenue par son frère, Julien Lassalle. Après des études classiques où il apprend le latin et le grec, il devient technicien agricole spécialisé dans l’hydraulique et l’aménagement du territoire. Il fonde une société de conseil qui emploie une dizaine de salariés.
Sa langue maternelle est le béarnais, et il signe Jan de Lassala quand il écrit dans cette langue.

### Vie privée
Jean Lassalle et son épouse Pascale ont quatre enfants : Alizée, Geoffray, Amaury et Thibault Lassalle, rugbyman professionnel,.

## Parcours politique

### Débuts
À 21 ans, en mars 1977, il est élu maire de son village natal de Lourdios-Ichère, devenant ainsi un des plus jeunes maires de France avec Barthélémy Aguerre. Il reste maire de cette commune jusqu'en juillet 2017. Il raconte s'être produit au théâtre Bolchoï dans les Chœurs de l'Armée rouge devant Léonid Brejnev après un soir de beuverie lors d'un voyage à Moscou.
En 1982, il est élu conseiller général des Pyrénées-Atlantiques dans le canton d'Accous et entre au conseil général des Pyrénées-Atlantiques comme benjamin. De 1988 à 2002, Jean Lassalle est suppléant du député RPR Michel Inchauspé puis devient, en 2002, député, élu dans la quatrième circonscription des Pyrénées-Atlantiques.
Il est, de 1994 à 2011, vice-président de l’Assemblée départementale où il préside le comité départemental du tourisme. Jean Lassalle est également, durant dix ans, président du parc national des Pyrénées. Il est, depuis 1994, à la tête de l’institution patrimoniale du Haut-Béarn.
Il est aussi, pendant dix ans, à la tête de l’association des maires des Pyrénées-Atlantiques, ayant pour objet la représentation des maires et président d'établissements publics de coopération intercommunale adhérents, en facilitant l'exercice de leurs fonctions, cet aspect se traduisant notamment par un contrat groupe garantissant la responsabilité personnelle des maires, ainsi que par le développement d'actions de formation envers les élus des communes. Il est également investi dans l’association départementale des élus de montagne.
Le 26 décembre 2009, après trois jours de votes électroniques, les militants du MoDem en Aquitaine désignent, à 86,6 % des suffrages exprimés, Jean Lassalle pour être tête de liste pour le MoDem lors des Élections régionales de 2010 en Aquitaine. La liste MoDem est baptisée « Force Aquitaine ». Jean Lassalle se présente en première position de la liste en Gironde. Sa liste est créditée de 12 % des intentions de vote au premier tour, ainsi qu'au second tour. À l'issue du premier tour, le 14 mars 2010, il obtient 112 737 voix, soit 10,43 % des voix, arrivant en troisième position sur onze candidats. Le second tour des élections régionales de 2010 en Aquitaine a pour configuration une triangulaire : PS (liste Alain Rousset), UMP (liste Xavier Darcos), MoDem (liste Jean Lassalle). À l'issue du second tour, le 21 mars 2010, il obtient 178 858 voix, soit 15,65 % des voix et termine en troisième position à l'issue de cette triangulaire.

### Soutien de François Bayrou

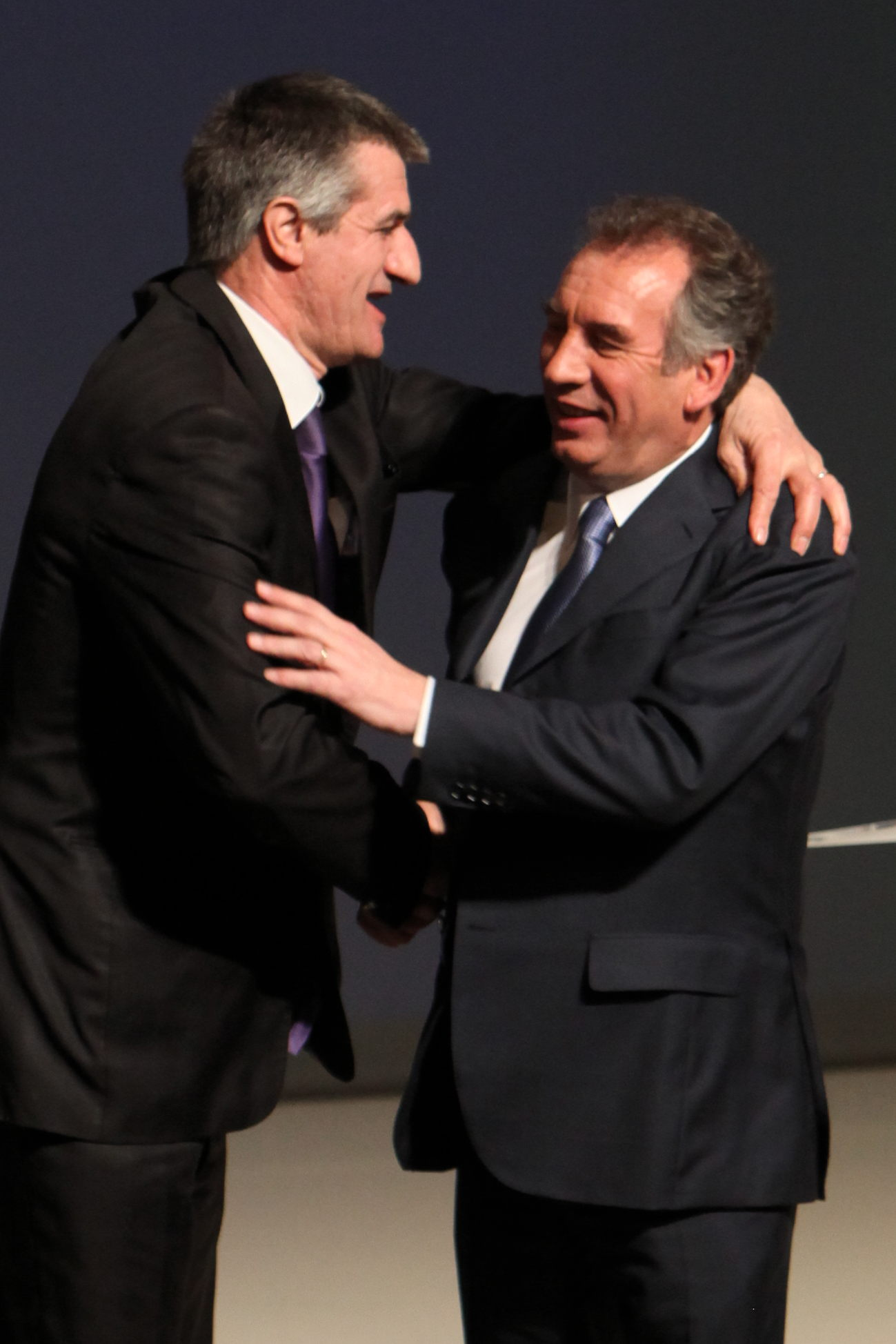
Jean Lassalle et François Bayrou en 2012.

Proche de François Bayrou, il participe activement à la campagne présidentielle de celui-ci en 2007. Il est dans la foulée élu député UDF-MoDem aux législatives de juin 2007 à la suite d'une triangulaire — la seule de ce scrutin — face à Hervé Lucbéreilh (UMP) et Jean-Pierre Domecq (PS). Il adhère au MoDem dès le lancement officiel de ce parti en novembre 2007 et en devient l'un des vice-présidents le 27 mars 2010. Il déclare avoir refusé la proposition de Nicolas Sarkozy d'obtenir le ministère de la Défense.
Il vote pour Nicolas Sarkozy au second tour de l'élection présidentielle de 2012 au contraire de François Bayrou. Au second tour des élections législatives de juin suivant où il se présente sous l'étiquette « Le Centre pour la France » (MoDem), il est réélu en obtenant 50,98 % des suffrages exprimés contre son rival François Maïtia (PS). À l'Assemblée nationale, il siège comme député non-inscrit ; son suppléant est Barthélémy Aguerre, directeur de l'entreprise Spanghero.
Un temps pressenti pour être tête de liste MoDem et poussé par François Bayrou, pour les élections régionales de 2015 en Aquitaine-Limousin-Poitou-Charentes,, le 29 mai 2015, avant une rencontre avec Alain Juppé et Virginie Calmels, il indique que le MoDem pourrait mener une liste indépendante s'il n'est pas bien représenté sur les listes d'union de la droite et du centre, et si ses propositions ne sont pas écoutées. Cependant, des alliances se sont faites, les Landes et les Pyrénées-Atlantiques auront des têtes de liste départementales MoDem.

### Élection présidentielle de 2017
Début 2016, il critique la position de François Bayrou sur l’élection présidentielle de 2017 (candidature conditionnée par le succès ou non d'Alain Juppé à la primaire de la droite). Le 3 mars 2016, Jean Lassalle laisse entendre qu'il envisage une candidature à l'élection présidentielle. L'officialisation de celle-ci a lieu le 17 mars 2016 dans un entretien accordé à La République des Pyrénées.
Le 22 août 2016, il quitte le MoDem,. En octobre suivant, il nomme son mouvement de campagne « Résistons ». Il obtient notamment le soutien de Gérard Schivardi, dirigeant du Parti ouvrier indépendant démocratique. De son côté, Jean Lassalle parraine Philippe Poutou (NPA), candidat lui aussi à cette élection.
Le 18 mars, sa candidature à l'élection présidentielle est validée par le Conseil constitutionnel qui retient 708 parrainages, parmi lesquels les maires de communes rurales sont largement représentés.
À l'issue du premier tour, le 23 avril 2017 il obtient 435 365 voix, soit 1,21 % des voix, arrivant en septième position sur onze candidats. En vue du second tour, il ne donne pas de consigne de vote. Il est le candidat qui a dépensé le moins d'argent pendant sa campagne avec moins de 250 000 euros.

### Sous la présidence d'Emmanuel Macron

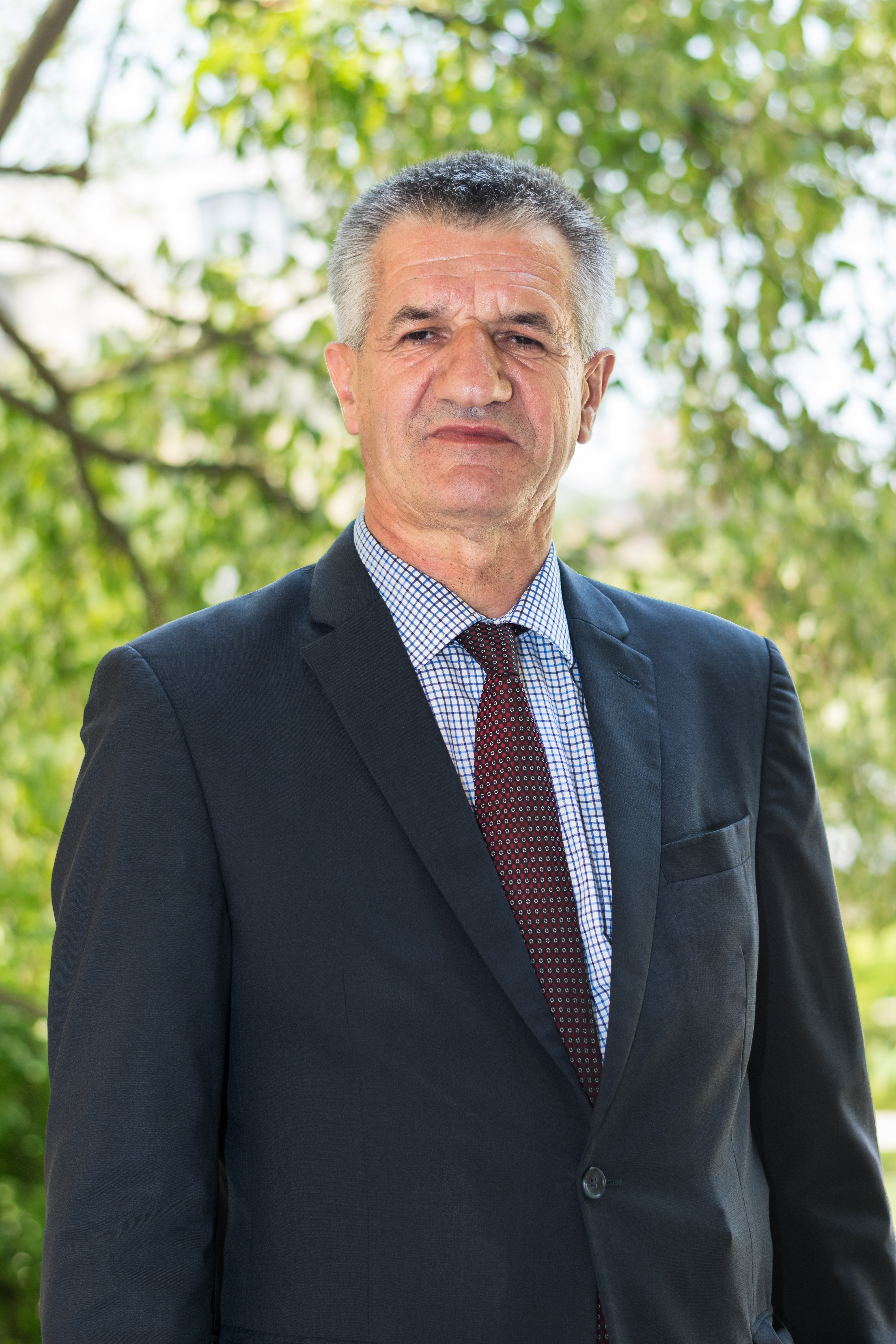
Jean Lassalle en 2017.

À la suite de l'élection présidentielle, son mouvement de campagne Résistons prend l'allure d'un parti politique, puisqu'il est désormais possible d'y adhérer et qu'il présente des candidats aux élections législatives de juin 2017.
Lors de ce scrutin, Jean Lassalle arrive dans sa circonscription en deuxième position au premier tour. Il remporte néanmoins le second tour avec plus de 2 000 voix d'avance sur Loïc Corrégé, candidat investi par La République en marche. Dans le reste des circonscriptions, Résistons présente 21 autres candidats sur les 50 prévus. Ceux-ci ayant tous été éliminés dès le premier tour, le mouvement organise un appel aux dons pour rembourser ses frais de campagne.
Élu à l'Assemblée nationale, Jean Lassalle se rattache financièrement à Régions et peuples solidaires. En septembre 2017, il déclare qu'Emmanuel Macron lui a proposé la fonction de ministre de la Cohésion des territoires après sa victoire à l'élection présidentielle. Le 16 juillet 2017, en raison de l'entrée en vigueur de la nouvelle réglementation sur le cumul des mandats, il est contraint de démissionner de son mandat de maire de Lourdios-Ichère après 40 ans de mandats.
Jean Lassalle exprime en 2018 son intention de conduire sa propre liste aux élections européennes de 2019 avec une ligne clairement eurosceptique, déclarant : « si j’avais été anglais, j’aurais voté pour le Brexit ». Il prend position en faveur d'une « Europe des nations et des peuples ». Il renonce finalement à se présenter, faute de financement.
En novembre 2018, il provoque une suspension de séance en portant un gilet de haute visibilité en pleine séance de l'Assemblée nationale, par solidarité avec le mouvement des Gilets jaunes. Il subit alors une retenue de 1 500 € sur ses indemnités parlementaires.
En janvier 2020, il rejoint le groupe parlementaire Libertés et territoires, où siègent les nationalistes corses, les radicaux de gauche, des personnalités de centre droit et d'anciens membres de LREM.
Aux élections régionales de 2021 en Occitanie, il apporte son soutien à la liste régionaliste Bastir Occitanie conduite par Jean-Luc Davezac. Il soutient aussi la liste « Le Mouvement de la ruralité, Résistons avec Jean Lassalle » lors des élections régionales de 2021 en Nouvelle-Aquitaine.

### Élection présidentielle de 2022

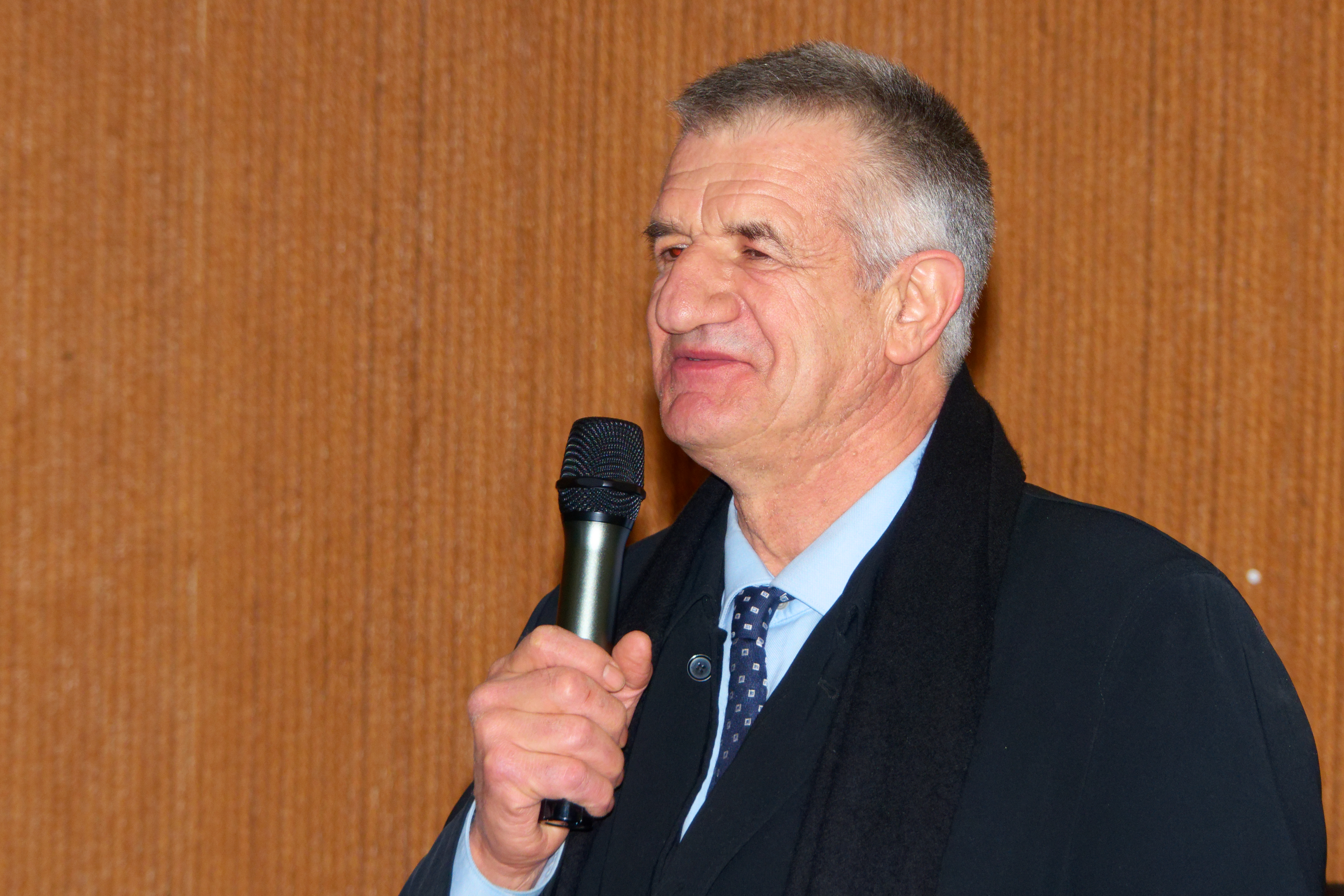
Jean Lassalle lors d'une réunion publique, à la salle des fêtes de Onans, le 11 février 2022.

Il annonce vouloir se présenter à l'élection présidentielle de 2022, le 16 mars 2021. Il atteint les 500 parrainages d’élus nécessaires le 17 février 2022 et, par conséquent, figure en lice sur la liste officielle des 12 candidats finalistes du 7 mars 2022. Pendant sa campagne présidentielle, il fait un tour de France en bus. Son slogan de campagne est « La France authentique ». Son projet est rédigé dans un livre portant le même nom.
Le 3 avril 2022, il s'engage par un acte notarié à donner tous ses biens à une association de maintien de l'agriculture paysanne si, une fois élu, il ne met pas en place les trois points principaux de son programme avant les législatives,, qui sont la mise en place du référendum d'initiative citoyenne constituant, la reconnaissance du vote blanc et la baisse de la TVA sur les hydrocarbures de 20 % à 5,5 %.
Le 7 avril 2022, à 3 jours du premier tour de l'élection présidentielle, il se fait remarquer pour avoir qualifié de « chien » l'éditorialiste Renaud Dély, sur le plateau de France Info,. Le candidat s'offusquait d'avoir été qualifié de « complotiste des champs » par l'ancien rédacteur en chef de L'Obs. Jean Lassalle avait déjà été, quelques semaines plus tôt, qualifié de conspirationniste par un média du même groupe.

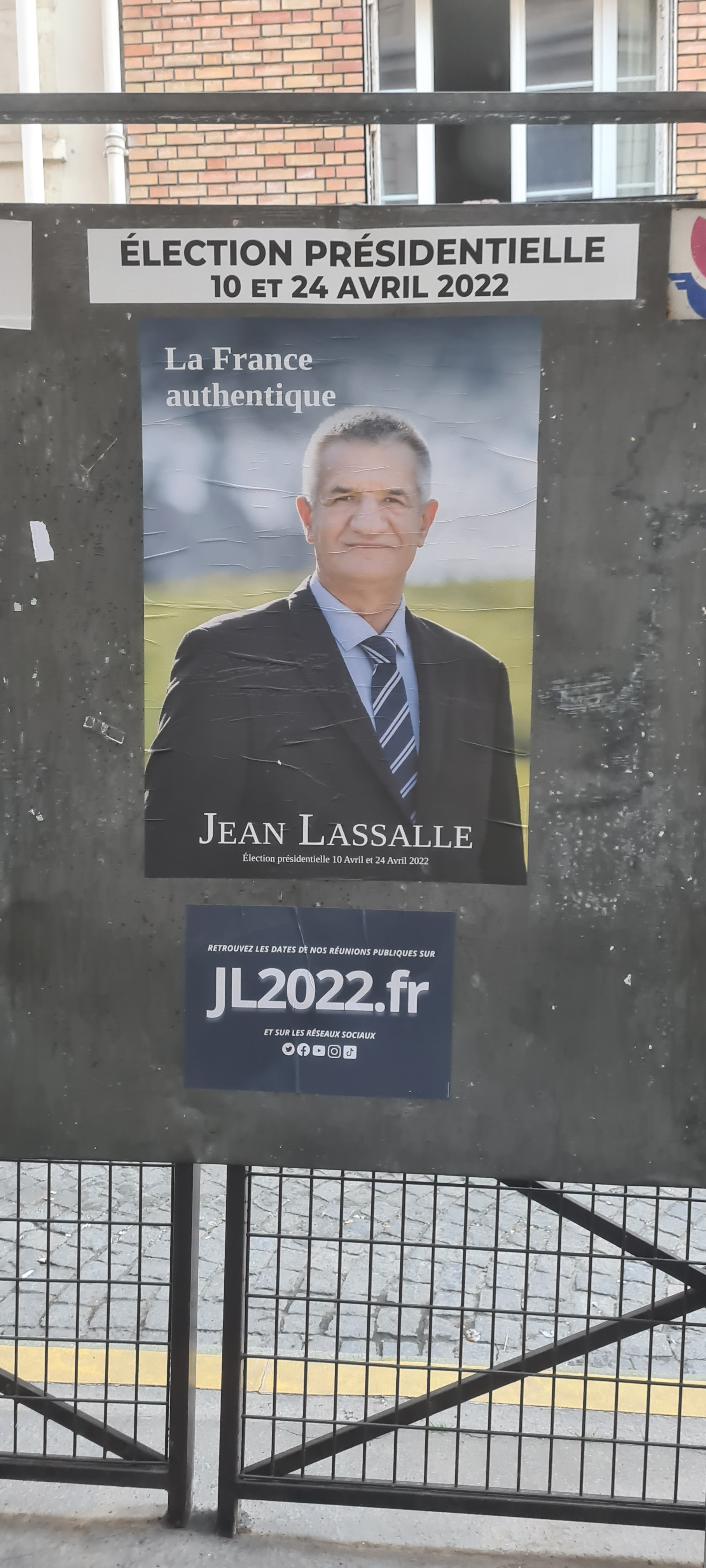
Affiche de la campagne de Jean Lassalle lors de l'élection présidentielle de 2022

Le 10 avril, à l'issue du premier tour de la présidentielle, il recueille 1 101 690 voix, soit 3,13 % des suffrages exprimés. Au second tour, il déclare s'abstenir dans le bureau de vote de Lourdios-Ichère. Ce faisant, il enfreint le code électoral en publiant la scène sur les réseaux sociaux et entraîne ainsi l'annulation des suffrages exprimés de la commune par le Conseil constitutionnel. Il présente ses excuses aux habitants de la commune mais assume les conséquences de son acte, se disant prêt à accepter d'éventuelles sanctions pénales.

### Départ de l'Assemblée nationale
Le 2 mai 2022, Jean Lassalle annonce ne pas se représenter dans sa circonscription, invoquant une intervention à cœur ouvert. Il soutient la candidature de son frère Julien Lassalle pour lui succéder,. Avec 20,3 % des suffrages exprimés, celui-ci est éliminé au premier tour, arrivant derrière le socialiste Iñaki Echaniz (24,1 %) et la macroniste Annick Trounday (26,7 %).

### Élections européennes de 2024
En mai 2023, il n'exclut pas de se présenter aux élections européennes de 2024. Il confirme en septembre, sur Sud Radio, son intention de présenter une liste avec Résistons.
Le 6 mars 2024, il annonce prendre la tête de la liste « L'alliance rurale » aux côtés de Willy Schraen, le président de la Fédération nationale des chasseurs.
Le 9 juin, sa recueille 2,35 % des voix, et n'atteint donc ni le seuil de 5 % nécessaire à l'obtention de sièges au Parlement européen, ni celui de 3 % permettant le remboursement des frais de campagne.

### Élections législatives de 2024
Le 16 juin 2024, quelques heures seulement avant la clôture de dépôt des dossiers de candidature aux élections législatives anticipées de 2024, Jean Lassalle annonce se présenter à nouveau dans la quatrième circonscription des Pyrénées-Atlantiques, dont il a été député de 2002 à 2022, sous l'étiquette de son parti Résistons.
Au soir du premier tour, alors que les résultats provisoires du scrutin le donnent troisième dans une triangulaire l'opposant au député socialiste sortant Iñaki Echaniz et à la candidate Rassemblement national Sylviane Lopez, il fait part de son désir de ne pas se désister, dans le but de ne pas « manquer de respect à ses électeurs ». Il termine également en troisième position du second tour.

## Idées politiques
Les médias le présentent du centre au centre droit de l’échiquier politique français,,. Selon un vote par approbation expérimenté à l'occasion de l'élection présidentielle de 2017, l'axe établi par les électeurs situe Jean Lassalle à une extrémité, entre Nicolas Dupont-Aignan et François Asselineau.
Il indique avoir voté « Non » en 1992 lors du référendum sur le traité de Maastricht, et également en 2005 pour le traité de Lisbonne,.

### Ruralité et agriculture
Président du parc national des Pyrénées de 1989 à 1999 et du Comité départemental du tourisme des Pyrénées-Atlantiques, Jean Lassalle défend l'idée de « protéger sans interdire » au travers du Collectif national des racines et des hommes (CNRH) qu'il a contribué à fonder et qu'il préside. Le CNRH dénonce notamment le système des parcs nationaux, perçus comme l'instrument d'une réquisition des territoires et d'une financiarisation de la nature au détriment des habitants. Le collectif dénonce une politique de gestion du territoire selon lui antidémocratique et prône ce qu'il estime être le principe de gestion en bien commun librement partagé par et pour tous dans un souci de protection de la nature au profit du respect de la vie de ses autochtones.
Il ironise à l'Assemblée nationale, en novembre 2008, à propos du pacte écologique proposé par Nicolas Hulot :

« Je propose simplement d’élever Nicolas Hulot au rang de père de la Nation, et même, profitant des bonnes relations qu’entretient le président de la République avec le pape, de le canoniser (sourires). Il serait en effet prudent de le mettre à l’abri de la justice, qui risque de lui demander un jour des comptes : car c’est bien l’argent des grands spéculateurs les plus pollueurs qu’il blanchit, ou verdit, dans sa fondation ! »

Il préside depuis 1994 l'Institution patrimoniale du Haut-Béarn (IPHB), un organisme fondé sur la charte de développement durable des vallées béarnaises et de la protection de l'ours (signée le 31 janvier 1994). Cette institution a pour but de réfléchir à l'avenir de trois vallées béarnaises, l'Ossau, l'Aspe et le Barétous, avec deux missions : le développement socio-économique des vallées et la gestion de l'ours, de la faune et des milieux naturels. L'IPHB fonctionne en « gestion de patrimoine commun » fondée sur l'implication, la concertation et la décision partagée : ainsi les habitants sont mis au centre des projets concernant leurs vallées. Elle permet donc la rencontre de plusieurs acteurs concernés par la vallée : élus, administrateurs, bergers, association de protection de la nature, hydro-électriciens… Elle a obtenu des investissements importants pour les bergers de montagne et la préservation de l'ours. D'abord favorable à la réintroduction de l'ours dans les Pyrénées, Lassalle a œuvré dans ce sens comme président du parc national des Pyrénées, avant d'y devenir hostile en réaction à la directive Natura 2000.
En novembre 2008, Jean Lassalle lance avec le communiste André Chassaigne un appel national pour des États généraux des campagnes françaises, appelant à faire de l’arrêt du déclin programmé des campagnes françaises une grande cause nationale. Cet appel dénonce publiquement la dégradation des services publics dans les campagnes, l'absence de financement pour les espaces ruraux dans la politique d'aménagement du territoire, l’endettement des communes rurales sous le poids des normes et le manque de crédit supprimant la possibilité de toute vision d'avenir pour les élus, la disparition des agriculteurs suivi du départ des artisans et des commerçants.
En 2016, il est le seul député, sur 525 votants, à voter contre la nouvelle mouture de la loi montagne.
Lors des élections régionales de 2021 en Nouvelle-Aquitaine, il figure en avant dernière position sur la liste du Mouvement de la ruralité, qui recueille 108 882 voix, soit 7,29 % des suffrages exprimés au premier tour.
En janvier 2024, il apporte son soutien aux agriculteurs qui manifestent.

### Services publics
En juin 2003, il entonne la chanson béarnaise Aqueros Mountagnos dans l'hémicycle de l'Assemblée nationale pendant les questions au gouvernement, interrompant le ministre de l'Intérieur Nicolas Sarkozy, pour obtenir le maintien d'une gendarmerie près du tunnel du Somport et de manière générale combattre la disparition des services publics de proximité. La gendarmerie menacée est finalement maintenue pour sécuriser le tunnel du Somport.
Il se pose également en défenseur des élus de proximité et en opposant à la loi NOTRe du 7 août 2015 sur le regroupement forcé des communes en intercommunalités et des régions.

### Politique industrielle
Le 7 mars 2006, il annonce au palais Bourbon qu’il commence une grève de la faim afin d’éviter le départ de la vallée d'Aspe de l’usine Toyal, filiale du groupe japonais Toyo Aluminium K.K. qui emploie 150 salariés et qui souhaitait ouvrir une autre implantation à Lacq, à 70 kilomètres d'Accous. Son action reçoit un large écho médiatique national et étranger. Le 14 avril 2006, après avoir perdu 31 kg, Jean Lassalle est hospitalisé dans un état critique à l'hôpital Raymond-Poincaré de Garches, ce qui provoque l'intervention du président de la République Jacques Chirac, du Premier ministre Dominique de Villepin et du ministre de l'Intérieur Nicolas Sarkozy. Ceux-ci amènent la société Toyal Europ à annuler le projet de nouvelle implantation ; le député cesse alors sa grève de la faim,. Il en garde néanmoins des séquelles à vie.

### Sujets sociétaux
En février 2004, il vote contre la loi sur les signes religieux dans les écoles publiques françaises « non parce qu'il est opposé, mais parce que le moment ne lui semble pas venu »,.
En avril 2013, il vote contre la loi ouvrant le mariage aux couples de même sexe.
Du 10 avril au 11 décembre 2013, Jean Lassalle quitte les bancs de l’Assemblée nationale pour effectuer un tour de France à pied à la rencontre des citoyens, écouter leurs griefs et donner la parole aux « oubliés ». Cette marche de plus de 5 000 kilomètres qui a duré un peu plus de huit mois lui a permis de rencontrer des milliers de personnes. Il a ainsi pu recueillir leurs souffrances, colères, doutes et aspirations, pour être « la voix des sans-voix », invitant tout Français à témoigner, individuellement ou collectivement dans des « Cahiers de l’Espoir » qu'il a lancés (inspirés des cahiers de doléances de l'Ancien Régime). Jean Lassalle a posé les principes de ces Cahiers lors de sa conférence de presse qui s’est déroulée à Dunkerque le 4 mai 2013. Arrivé à Paris le 11 décembre 2013, il organise les 14 et 15 décembre deux journées citoyennes de débats autour des Cahiers de l’Espoir et des nombreux témoignages récoltés tout au long de son périple. Un rapport sur cette Marche a été remis aux plus hautes autorités de l’État, au président de la République française, le 22 avril 2014, et aux présidents des deux Chambres.
En mai 2016, il soutient le mouvement Nuit debout et se rend à plusieurs reprises place de la République pour échanger avec les manifestants et les soutenir contre la loi Travail. Il vote la motion de censure déposée par la droite face à l'utilisation de l'article 49 alinéa 3 du gouvernement qui visait à faire adopter la loi.

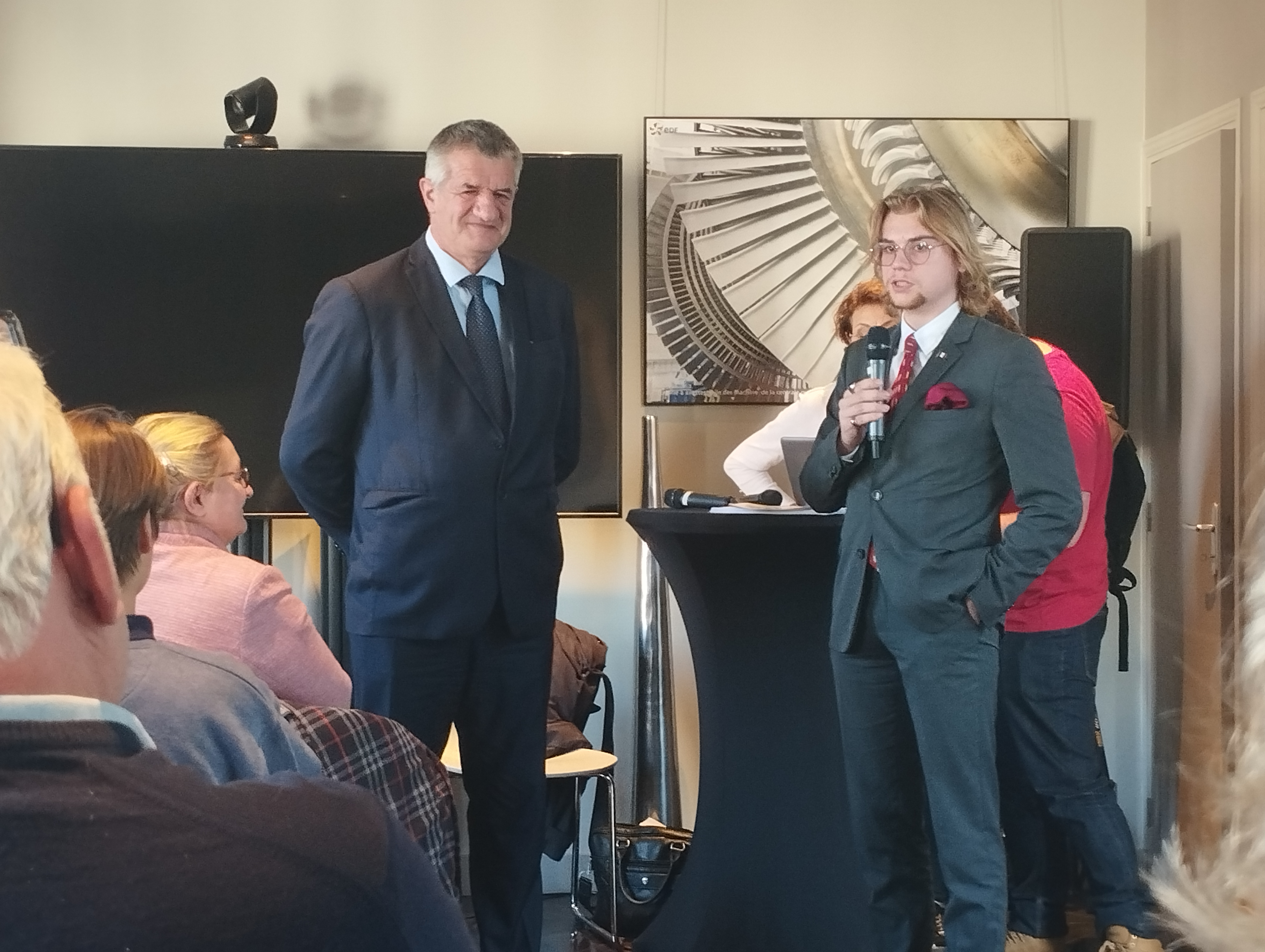
Jean Lassalle et Marcellin Brazon en meeting à l'Hôtel de l'Industrie, en octobre 2022.

Il est opposé à l'ouverture de la procréation médicalement assistée aux couples de femmes et aux femmes seules.
En 2021 et 2022, il se positionne contre les passes sanitaire et vaccinal. Il a toujours voté contre les lois visant à les mettre en place, notamment la loi relative à la gestion de la crise sanitaire.
En novembre 2021, il signe une résolution invitant la France à accorder l'asile au journaliste australien Julian Assange, emprisonné au Royaume-Uni et menacé d'extradition aux États-Unis pour ses activités journalistiques. Il participe à cette occasion à une conférence de presse, en présence notamment de Stella Morris, son avocate et sa compagne, et de John Shipton, son père.

### Politique étrangère

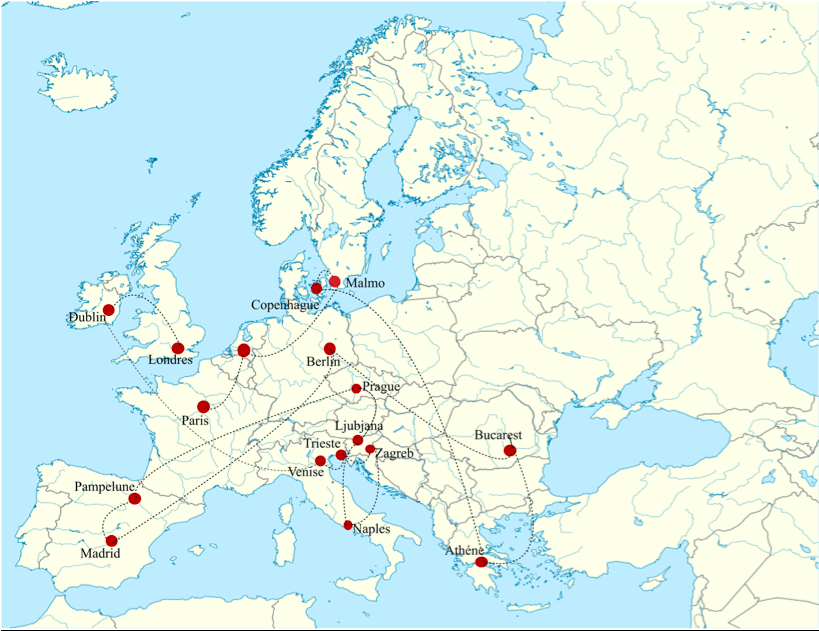
Carte du tour d'Europe de Jean Lassalle.

Jean Lassalle décide d’entamer à partir du 3 mai 2014 un tour de l’Europe à la rencontre de ses concitoyens européens. Il rencontre également de hauts représentants politiques comme Angela Merkel. Le député visite ainsi le Royaume-Uni, l’Irlande, l’Italie, la Slovénie, la Croatie, la Tchéquie, l’Espagne, l’Allemagne, la Roumanie, la Grèce, le Danemark et la Suède. Il dresse un constat sévère sur l’Europe : manque de démocratie, manque d’identité européenne, opacité des institutions européennes, croissance des inégalités ; avec une attention particulière à l’avenir de la jeunesse d'Europe.
Il critique très vivement le projet de traité de « libre-échange transatlantique » entre l'Europe et les États-Unis. Il a plusieurs fois manifesté sa colère face à l'opacité des négociations de ce traité qui aurait selon lui un lourd impact sur les normes sociales, sanitaires et environnementales en France,.
Il est le président de l’Association des populations des montagnes du monde (APMM) depuis 2002. En juin 2000, l’Association nationale des élus de la montagne (ANEM) et la ville de Chambéry organisaient conjointement un Forum mondial de la montagne se tenant à la fois à Chambéry et dans les locaux de l'UNESCO à Paris et réunissant 900 participants issus de 70 pays. La création de l'APMM est décidée dans les mois qui suivent, ses statuts étant rédigés en avril 2001. Elle a pour but de sauvegarder les territoires d’exception et la dignité des populations concernées. Elle réunit aujourd'hui plus de 70 pays sur quatre continents. L’APMM veut assurer la pérennité de l’identité montagnarde en promouvant un développement durable et équitable. Elle soutient les initiatives locales des membres de l'association, et organise l’échange et la coopération Nord-Sud et Sud-Sud. Elle est à l'origine de la Charte des populations des montagnes du monde, qui appelle à la reconnaissance des peuples des montagnes, à un accès équitable aux biens sociaux, services et équipements, au respect et à la reconnaissance des identités, cultures, spécificités de la montagne, à une exploitation maîtrisée et respectueuse des ressources.

Il effectue deux visites en Syrie en guerre civile (en novembre 2015 puis en janvier 2017) aux côtés d'autres députés. Dans le contexte de la campagne présidentielle, sa seconde visite en janvier 2017, où il rencontre le président syrien Bachar el-Assad, suscite nombre de réactions hostiles. Il déclare en effet, dans le quotidien régional Sud Ouest, à propos d'Assad : 

« Je suis dans l’incapacité de dire si ce qu’il fait, c’est bien ou mal. Je ne suis pas un tribunal, je ne suis pas La Haye ! La France refuse ce débat, on est tout de suite accusé de pactiser avec le diable. »

 Le député socialiste Sébastien Pietrasanta l'accuse de soutenir un « régime de barbares ». Jean Lassalle attire en revanche la sympathie de médias proches du Kremlin, comme RT — qui loue son voyage de janvier 2017 en Syrie avec ses collègues députés Thierry Mariani et Nicolas Dhuicq ainsi que des membres de SOS Chrétiens d'Orient — ou Sputnik, à qui il accorde régulièrement des entretiens. Lors de la campagne présidentielle de 2022, Jean Lassalle fait partie des candidats qui veulent que la France quitte l'OTAN,.
Jean Lassalle dénonce une « dictature financière » de l'Union européenne (UE) et propose de retrouver « les marges de manœuvre politiques et financières » de la France, de renégocier les traités de l'UE et de refonder une « Europe des nations » rassemblant des « États démocratiques et responsables ».

## Allégations de violences sexuelles
En 2017 et 2018, Jean Lassalle est mis en cause pour de supposés propos sexistes et de supposées violences sexuelles. Lors du mouvement BalanceTonPorc, en octobre 2017, la directrice de la communication du Parti communiste français Julia Castanier l'accuse de lui avoir mis une « main aux fesses » dans l'enceinte de l'Assemblée nationale lorsqu'elle avait 25 ans. D'autres femmes témoignent de propos ou comportements déplacés dans un article publié par Mediapart. À la suite d'une intervention en avril 2018 de Jean Lassalle à l'École normale supérieure Paris-Saclay, son directeur Pierre-Paul Zalio dénonce l'attitude déplacée du député envers deux vice-présidentes de l'école à travers une lettre à la présidence de l'Assemblée nationale. Jean Lassalle conteste catégoriquement ces accusations et souligne qu'aucune plainte n'a été déposée à son encontre,,.
En juillet 2023, il est visé par une enquête préliminaire pour viol et agression sexuelle, portant, selon le parquet, « sur des faits anciens (2010) et pour l’heure non confirmés »,. L'enquête est classée sans suite le 29 mars 2024.

## Détail des mandats et fonctions

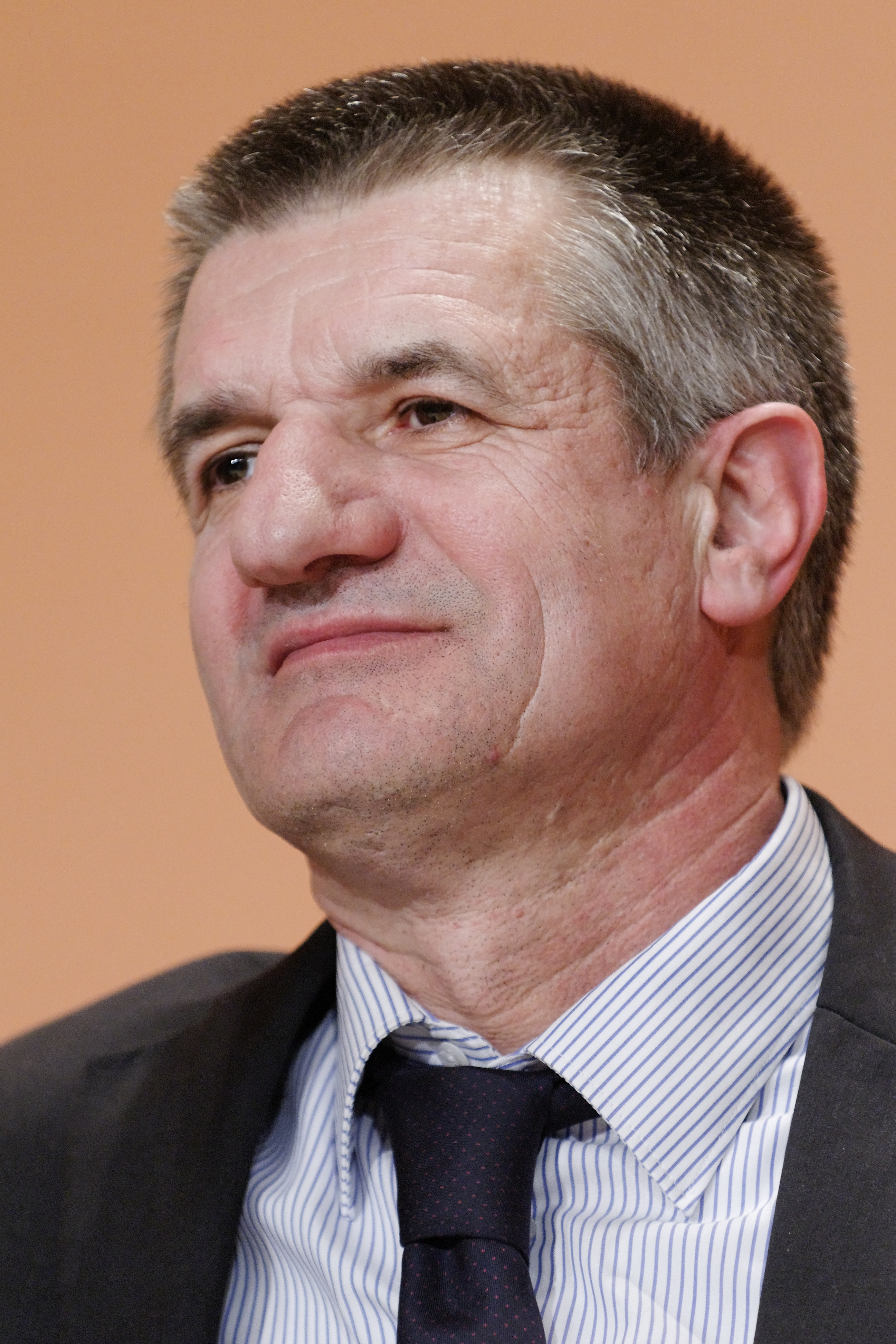
Jean Lassalle en 2010.

### À l'Assemblée nationale
- 19 juin 2002 – 21 juin 2022 : député de la 4e circonscription des Pyrénées-Atlantiques.

### Au niveau local
- 26 mars 1977 – 16 juillet 2017 : maire de Lourdios-Ichère.
- 22 mars 1982 – 29 mars 2015 : conseiller général des Pyrénées-Atlantiques (élu dans le canton d'Accous).
- 1er janvier 1991 – 18 mars 2001 : vice-président du conseil général des Pyrénées-Atlantiques.

### Au sein de partis politiques
- 27 mars 2010 – 22 août 2016 : vice-président du Mouvement démocrate.
- Depuis le 17 mars 2016 : président de Résistons.

### Autres
- Président de l'association des maires des Pyrénées-Atlantiques.
- Président du comité départemental du tourisme des Pyrénées-Atlantiques.
- Président de l'Institution patrimoniale du Haut-Béarn (IPHB).
- Président de l'Association des populations des montagnes du monde (APMM).

## Synthèse des résultats électoraux

### Élections présidentielles
| Année | Parti     | Parti | 1er tour | 1er tour | 1er tour |
| Année | Parti     | Parti | Voix     | %        | Rang     |
| ----- | --------- | ----- | -------- | -------- | -------- |
| 2017  |           | RES   | 435 301  | 1,21     | 7e       |
| 2022  | 1 101 387 | RES   | 3,13     | 7e       |          |

### Élections régionales
Les résultats ci-dessous concernent uniquement les élections où il est tête de liste.
| Année | Parti | Parti | Région    | 1er tour | 1er tour | 1er tour | 2d tour | 2d tour | 2d tour | Sièges obtenus |
| Année | Parti | Parti | Région    | Voix     | %        | Rang     | Voix    | %       | Rang    | Sièges obtenus |
| ----- | ----- | ----- | --------- | -------- | -------- | -------- | ------- | ------- | ------- | -------------- |
| 2010  |       | MoDem | Aquitaine | 112 737  | 10,43    | 3e       | 178 858 | 15,65   | 3e      | 10 / 85        |

### Élections législatives
| Année | Parti  | Parti | Circonscription             | 1er tour | 1er tour | 1er tour | 2d tour | 2d tour | 2d tour | Issue |
| Année | Parti  | Parti | Circonscription             | Voix     | %        | Rang     | Voix    | %       | Rang    | Issue |
| ----- | ------ | ----- | --------------------------- | -------- | -------- | -------- | ------- | ------- | ------- | ----- |
| 2002  |        | UDF   | 4e des Pyrénées-Atlantiques | 13 018   | 24,12    | 2e       | 29 460  | 57,05   | 1er     | Élu   |
| 2007  |        | MoDem | 4e des Pyrénées-Atlantiques | 16 020   | 29,54    | 2e       | 22 803  | 40,39   | 1er     | Élu   |
| 2012  | 13 488 | MoDem | 4e des Pyrénées-Atlantiques | 26,28    | 2e       | 25 655   | 50,98   | 1er     | Élu     |       |
| 2017  |        | RES   | 4e des Pyrénées-Atlantiques | 8 145    | 17,71    | 2e       | 19 787  | 52,79   | 1er     | Élu   |
| 2024  | 10 434 | RES   | 4e des Pyrénées-Atlantiques | 18,05    | 3e       | 13 419   | 23,16   | 3e      | Battu   |       |

### Élections européennes
Les résultats ci-dessous concernent uniquement les élections où il est tête de liste.
| Année | Parti | Parti | Circonscription | Voix    | %    | Rang | Sièges obtenus |
| ----- | ----- | ----- | --------------- | ------- | ---- | ---- | -------------- |
| 2024  |       | RES   | France          | 582 901 | 2,35 | 9e   | 0 / 81         |

## Distinctions
- 2013 : Prix Le Trombinoscope de l’élu local pour sa longue marche à travers la France reçu des mains de Laurent Joffrin, directeur du Nouvel Observateur[126].
- 2014 : Prix de la fondation par le forum Crans-Montana[127], une organisation non gouvernementale internationale qui travaille à la construction d’un monde plus humain et plus impartial[128] et encourage la coopération internationale et la croissance globale. Il s’agit également de favoriser les meilleures pratiques et d’assurer un dialogue permanent entre tous ceux qui assument de hautes responsabilités[129].

## Publications

### Ouvrages
- La Parole donnée, Le Cherche midi, 2008, 372 p. (ISBN 978-2749108865).
- Le Retour du citoyen, Le Cherche midi, 2011, 204 p. (ISBN 978-2749121505).
- À la rencontre des Français, Le Cherche midi, 2015, 320 p. (ISBN 978-2749140506).
- Un berger à l'Élysée, La Différence, 2016, 170 p. (ISBN 978-2729122867).
- Résistons ! Le temps est venu, La Différence, 2017, 79 p.
- Aurore ou crépuscule : Résistons !, Le Cherche midi, 2020, 336 p. (ISBN 9782729123383).
- La France Authentique, Glyphe, 2022, 116 p. (ISBN 978-2-35285-141-7).

### Préfaces
- Chantal Bonnet (préf. Jean Lassalle), La France durable : Des solutions rurales, Paris, Éditions Jeanne, 2019, 1008 p. (ISBN 978-2-491643-00-3)
- Vincent Lapierre (préf. Jean Lassalle), Hugo Chávez : Biographie & Discours, Paris, Atlande, 2021, 346 p. (ISBN 978-2-35030-653-7)

## Filmographie
- 2007 : Fils de berger, fils d'ouvrier, de Jean-Pierre et Fabien Franey : lui-même.
- 2014 : J'ai pas voté, de Moise Courilleau et Morgan Zahnd.
- 2016 : Fils de berger, fils d'ouvrier… les porte-voix des campagnes meurtries, de Jean-Pierre et Fabien Franey : lui-même.
- 2018 : Un berger et deux perchés à l'Élysée ?, de Pierre Carles et Philippe Lespinasse : lui-même.
- 2023 : Super-bourrés : Jacques[130]

## Télévision
- 2023 : Les Traîtres (saison 2) sur M6, candidat (finaliste).

## Curiosité
Le producteur discographique Vanderkraft, alias Adrien Penhouet, en 2017 lui a dédié le morceau Au-delà des mers. Il devient en 2024 l'égérie de la marque de vêtements « Fils de berger » lancée par ses fils.